# Лос-Ріос (регіон)
Лос-Ріос (повна назва XIV Регіон Лос-Ріос, ісп. XIV Región de Los Ríos — "регіон річок) — регіон (найбільша одиниця адміністративного поділу) Чилі. Столиця регіону — місто Вальдивія, населення — 411 205 мешканців (липень 2023).

## Історія
Регіон був утворений 2 жовтня 2007 року відділеннім від регіону Лос-Лаґос колишньої провінції Вальдивія. Ця провінція була розділена на дві в складі нового регіону — Вальдивія і Ранко. Новий регіон був утворений через територіальні, історичні і географічні чинники. Регіон Лос-Лаґос був одним з найбільших і найрізноманітніших регіонів в країні, а інтеграція провінції Вальдивія ускладнялася кардинально різною історією від решти регіону, особливо його південних провінцій Чилое і Палена, більшим рівнем урбанізації та іншою структурою економіки (лісове господарство у Вальдивії проти рибальства і тваринництва в решті Лос-Лаґос).
| Чилі | Це незавершена стаття з географії Чилі. Ви можете допомогти проєкту, виправивши або дописавши її. |

1. 1 2  Los Ríos (Region, Chile) - Population Statistics, Charts, Map and Location. citypopulation.de. Процитовано 26 липня 2023.